# デヴィッド・Z
デヴィッド・Z（David Z、本名：デヴィッド・リヴキン、1953年 - ）は、アメリカの音楽プロデューサー、エンジニア、ソングライター。
ミネアポリス出身でロサンゼルス在住。
プリンスとの長年の連帯で知られるが、エタ・ジェイムス、ビリー・アイドル、ボ・ディーンズ、バディ・ガイ、ネナ・チェリーなどのアルバムもプロデュースしている。
エリサ・フィオリロの1990年アルバム『アイ・アム』からは「オン・ザ・ウェイ・アップ」「Oooh This I Need」のヒットが生まれ、ベルリンのシンガーであるテリー・ナンの1991年のアルバム『レット・ミー・ビー・ザ・ワン (Moment of Truth)』もプロデュースした。
1989年に全米トップに立ったファイン・ヤング・カニバルズの「シー・ドライヴス・ミー・クレイジー」では特徴的なスネア・ドラム・サウンドを作った（作曲はローランド・ギフト、デヴィッド・スティール）。
1980年に英米トップヒットとなり日本のテレビではクイズ番組のシンキング・タイムなどに（2010年代でも）頻繁に使用される「ファンキータウン」を放ったバンド、リップスのメンバーだった。

## 略歴

### 初期の仕事
10代の大半をミネアポリス周辺のいろんなバンドで活動し、1970年代初頭に作詞作曲、エンジニアなどの仕事をミネアポリスとロサンゼルスで行った。
1973年、カントリー・ロック音楽の創始者で早世したグラム・パーソンズの初ソロLP『GP』に参加し、収録曲「How Much I've Lied」を共作した。
その後、ドラムマシン、ループ、サンプリング音を斬新に使い1980年代のミネアポリス・サウンドを構築した。
1980年代後半から1990年代はプリンスのスタジオ「ペイズリー・パーク」で制作をした。

### プリンス
1970年代半ばにミネアポリスのシーンで活動していたプリンスと遭遇。Zがエンジニアを担当してデモテープを作り、プリンスはワーナー・ブラザース・レコードと契約。プリンスの初期アルバム群においてZがどの程度貢献したのかは、いまではプリンスの卓越した作曲演奏能力の神話の中に埋もれているが、彼のレコーディング技術が作品の内奥に編みこまれていることは明らかである。
1985年の全米トップ・ヒット「Kiss」では編曲・エンジニアを担当している。もともと同曲は、ZがプロデュースしていたMazaratiというバンドにプリンスから提供されたギター弾き語りによる12小節の小品だったが、Zが大幅に改変したバージョンを聴いたプリンスが取り返し、アルバム『パレード』に最終段階で収録したという経緯がある。
また、Zは映画『プリンス/パープル・レイン』サウンドトラックで録音とエンジニアを担当した。

### サウンドトラック作品
映画の分野でサウンドトラック、スコアを担当し、成功している。
プリンスとの『プリンス/パープル・レイン』と『プリンス/アンダー・ザ・チェリー・ムーン』（「Kiss」を含む）のほかにも、1996年ノーラ・エフロン監督・ジョン・トラボルタ主演作品『マイケル』ではアル・グリーンやケニー・ウェイン・シェパードの曲をプロデュース。
テヴィン・キャンベルとの「Stand Out」「I 2 I」は、1995年ディズニー映画『グーフィー・ムービー ホリデーは最高!!』に使用された。

## 私生活
エンターテインメント業界で活躍する3人兄弟の長男である。
- 三男、ボビー・Zは、プリンスのバンド「ザ・レヴォリューション」のドラマー。

- 次男、スティーヴン・E・リフキンは、映画『パイレーツ・オブ・カリビアン』シリーズ三部作や、『アバター』、『バット★21』(1988年) 、『RUN/標的にされた男』 (1991年)、『ロビン・フッド/キング・オブ・タイツ』(1993年)、『9か月』 (1993年)、『オンリー・ユー』(1994年)、『アウトブレイク』(1995年)、『僕のボーガス』(1996年)、『ザ・ハリケーン』(1999年)、『ALI アリ』(2001年)、『ソードフィッシュ』(2001年)、『ステルス』の編集を担当しているエディター。[2]

## 参照
1. ↑  The original Mazarati demo of Kiss can be heard on their MySpace Page
2. ↑  Twin Cities Music Highlights: The Rivkin Brothers